# Wilhelm Siegmund Feldberg
Wilhelm Siegmund Feldberg CBE FRS (Hamburgo, 19 de novembro de 1900 — Londres, 23 de outubro de 1993) foi um fisiologista e biólogo alemão.